# Носферату – Симфонија ужаса
Носферату – Симфонија ужаса је немачки неми хорор филм из 1922. године, режисера Ф. В. Мурнауа, у коме Макс Шрек глуми грофа Орлока, вампира који постаје опседнут женом (Грета Шредер) свог посредника за некретнине (Густав фон Вангенхајм) и доноси кугу у њихов град.
Филм, који је продуцирала компанија Prana Film, представља неовлашћену и неслужбену адаптацију романа Дракула Брема Стокера из 1897. године. Мурнау је хтео да сними читав филм по роману, али се Стокерова удовица побунила; након што није успео да добије права на екранизацију романа, он је мањи део приче променио, а имена ликова су такође измењена.
Упркос измењеним детаљима, Стокерови наследници су покренули тужбу због адаптације романа, а судска пресуда је наредила уништавање свих копија филма. Ипак, неколико копија Носфератуа је преживело, а филм је касније стекао признање као утицајно ремек-дело кинематографије и хорор жанра. Критичар и историчар Ким Њуман је изјавио да је овај филм поставио шаблон за жанр хорор филма.

## Радња
Томас Хатер је младић који ради као посредник за некретнине и живи срећно са својом женом у Висборгу. Једног дана његов психички нестабилни шеф Нок га шаље у Трансилванију да потпише уговор око продаје некретнине са грофом Орлоком, који хоће да купи кућу у њиховом граду. Томас прихвата понуду, али када је саопшти својој жени Елен она се растужује и покушава да га одврати од те идеје, али он јој говори да ће све бити у реду и да нема потребе да брине. Идућег дана он одлази, а Елен оставља на бригу својим пријатељима.
Када дође у Трансливанију почиње да пада ноћ и он одлучи да сврати и вечера у једној оближњој крчми. Након што вечера пита власника крчме где се налази дворац грофа Орлока, и да ли би могао да му нађе неки превоз до тамо ако је далеко. Власник крчме му говори како се у том крају сви боје грофа Орлока и да не треба тамо да иде, поготово не ноћу јер се прича да се у то доба појављују вукодлаци. Хатер све ово не схвата озбиљно и оде да спава. Наредног јутра успева да нађе кочијаша, али кочијаш неће да иде скроз до дворца већ га остави у близини, рекавши му да се боји да иде даље. Чим је кочијаш отишао Хатер угледа кочију која долази до њега, а на њој је био кочијаш који је био сав обучен од главе до пете и који му је само дао знак да уђе у кочију. Након што су стигли он му је рекао да је он гроф Орлок и да уђе у његов дворац.
Након што је ушао у његов дворац приметио је да се гроф Орлок понаша чудно и да излази само ноћу. Њих двојица почну да вечерају и, кад се Хатер случајно посече ножем, гроф Орлок се запути ка њему дижући руке. Хатер преплашен се забије у ћошак, и кад му је гроф пришао само му је рекао да иде да спава и да ће све око папира завршити сутра. Сутрадан њих двојица склапају договор и гроф купује кућу. Док су вршили папире око куће Хатеру случајно испадне слика његове жене, а гроф је види и опчињен је њом. Тог истог дана гроф Орлок зароби Хатера и крене у свој нови дом. Хатер престрашен некако успева да се ослободи али се, када изађе, онесвести.
Елен кући стално слути на најгоре, и боји се за Хатера; његов шеф Нок је полудео и налази се у лудници. Гроф Орлок се на брод укрцава у ковчегу, док је Хатер у болници. Кад се Хатер пробуди у болници само жели да се што пре врати кући и да упозори Елен на грофа Орлока који се заљубио у њу. Нок у лудници показује чудне симптоме; једе паукове, велича грофа Орлока и говори како је крв живот, а затим чак напада управника луднице, а чувар једва успева да макне Нока са управника. На броду којим гроф плови почињу да се дешавају чудне ствари. Наиме, све више морнара умире што постаје сумњиво капетану брода. Након што на броду живи остану само он и један морнар, гроф Орлок излази из ковчега а престрашени морнар почиње да трчи и скаче у море, док капетан остаје. Гроф излази из кабине и убија капетана, након чега заузима брод.
Гроф Орлок стиже у луку и доноси кугу у град, али у међувремену стигао је и Хатер који је испричао својој супрузи шта се издешавало. Нок, који је некако успео да наслути долазак грофа Орлока, убија чувара, узима кључеве и бежи из луднице. Народ почиње да се окупља код луке да дочекају морнаре, али међутим примећују да су на броду сви мртви. Један доктор утврди да је у питању куга и да се највероватније проширила читавим градом.
Организује се потера за Ноком, кога на крају ухвате и врате назад у лудницу. Елен се једне ноћи пробуди и кроз прозор види грофа Орлока. Сва преплашена, она пробуди Хатера, каже му шта се десило и онесвести се. Хатер брзо крене да позове доктора, а за то време гроф улази у кућу, Елен се дигне из несвести и чује како се неко пење уза степенице. Након што гроф Орлок отвори врата она се поново онесвести, а гроф почне да јој сиса крв. Кад је сванула зора, гроф Орлок, заборавивши да се сакрије у своj ковчег, гине од сунца. Хатер долази са доктором али прекасно јер је Елен преминула.

## Улоге
| Глумац                | Улога                |
| --------------------- | -------------------- |
| Макс Шрек             | гроф Орлок           |
| Густав фон Вангенхајм | Томас Хатер          |
| Грета Шредер          | Елен Хатер           |
| Георг Х. Шнел         | Хардинг              |
| Рут Ландсхоф          | Рут                  |
| Густав Боц            | професор Зиверс      |
| Александер Гранах     | Нок                  |
| Џон Готовт            | професор Булвер      |
| Макс Немец            | капетан брода Емпуза |
| Волфганг Хајнц        | први морнар Емпузе   |

## Продукција
Студио који је снимио филм Носферату, Prana Film, био је немачки филмски студио кратког века из доба немог филма, основан 1921. године од стране Енрика Дикмана и уметника окултисте Албина Грауа, именован по теозофском часопису који је добио име по хиндуистичком концепту пране. Иако је намера студија била да производи остварења са окултном и натприродном тематиком, Носферату је био његов једини снимљени филм, будући да је кратко након објављивања филма студио прогласио банкрот.
Грау је тврдио да је био инспирисан да сними вампирски филм због искуства из Великог рата: у Грауовој апокрифној причи, током зиме 1916. године, један српски ратар му је испричао да му је отац вампир, односно један од немртвих. Као човек који је цео живот проучавао окултизам и члан Братства Сатурна, под магијалним именом Мајстор Пацитиус, Грау је могао да уметне у филм херметске и мистичне тонове. Један пример овога је криптични уговор који су разменили гроф Орлок и Нок, који је био испуњен енохијским, херметским и алхемијским симболима. Грау је такође имао велики утицај на пацовски и мршави изглед грофа Орлока, и такође је дизајнирао сетове, костиме, шминку и писмо са енохијским симболима. Такође је био одговоран за рекламну кампању филма, креирајући постере и рекламе. Грауов визуелни стил био је под дубоким утицајем дела уметника Хуга Штајнера-Прага, који је илустровао романе са езотеричним темама, као што су Голем Густава Мајринка и Ђавољи еликсири Е. Т. А. Хофмана.
Дикман и Грау задали су Хенрику Галену, ученику Ханса Хајнца Еверсa, задатак да напише сценарио инспирисан романом Дракула, иако Prana Film није добио права на филм. Гален је био искусан стручњак за мрачни романтизам; већ је радио на филму Прашки студент (1913) и сценарију за филм Голем: Како је дошао на свет (1920). Сместио је причу у фиктивни севернонемачки лучки град Висборг. Променио је имена ликова и додао део о вампиру који доноси кугу у Висборг преко пацова на броду. Галенов експресионистички сценарио био је поетски ритмичан, без дељења као код других књига које су биле под утицајем књижевног експресионизма, попут оних од Карла Мајера. Лота Ајзнер описала је Галенов сценарио као „пун поезије, пун ритма”.
Глумцу Конраду Вајту понуђена је улога грофа Орлока, пошто је раније већ сарађивао са Мурнауом, али он је морао да је одбије због других обавеза. У потрази за алтернативом, избор је коначно пао на тада још увек непознатог глумца Макса Шрека.
Снимање је почело у јулу 1921, са спољашњим сценама у Висмару. Кадрови са звоника Цркве Свете Марије над Висмарском пијацом коришћени су као уводна сцена за Висборг. Друге локације снимања биле су Водена капија, двориште Цркве Светог Духа и градска лука. У Либеку, напуштено складиште соли послужило је као нова кућа грофа Орлока, двориште Цркве Светог Егидија служило је као Хатеров дом, а дуж улице Депенау процесија носача ковчега носила је ковчеге наводних жртава куге. Многе сцене из Либека појављују се у сценама потраге за Ноком. Додатни спољашњи кадрови направљени су у Лауенбургу, Ростоку и на Зилту. Екстеријерни сетови који су представљали локације у Трансилванији заправо су снимани у северној Словачкој, између осталог на Високим Татрама, Вратној долини, Оравском замку, реци Вах и Старом замку. Филмска екипа је снимила ентеријерне сцене у студију JOFA у Берлину и додатне екстеријере у Тегелској шуми.
Из финансијских разлога, сниматељ Фриц Арно Вагнер имао је на располагању само једну камеру, па је постојао само један оригинални негатив филма. Мурнау је пажљиво следио Галенов сценарио, придржавајући се написаних упутстава о позиционирању камере, осветљењу и сродним питањима. Ипак, редитељ је потпуно преправио 12 страница сценарија, јер Галенов текст није био укључен у његов радни сценарио. Ово се односило на последњу сцену филма, у којој се Елен жртвује, а вампир умире са првим зрацима сунца. Мурнау је пажљиво припремио своју режију; постојале су скице које су требало да одговарају свакој снимљеној сцени, а користио је и метроном за контролу ритма глуме.

## Теме

### Другост
Филм се истиче због својих тема које се односе на страх од другости, као и због могућих антисемитских призвука, од којих су оба делимично могла бити преузета из романа Дракула Брема Стокера, на коме је филм заснован. Физички изглед грофа Орлока, са његовим орловским носом, дугим ноктима налик канџама и великом ћелавом главом, поређен је са стереотипним карикатурама Јевреја из времена када је филм снимљен. Његове карактеристике су такође упоређиване са онима пацова или миша, са којима су Јевреји често били повезивани. Орлоково интересовање за куповину имовине у немачком граду Висборгу, што је промена у односу на Стокеров роман у коме је радња смештена у Лондон, такође је анализирано као искоришћавање страхова и анксиозности немачке јавности у то време. Професор Тони Маџистрал је изнео мишљење да филмски приказ „инвазије на немачку домовину од стране спољне силе [...] представља узнемирујућу паралелу са антисемитском атмосфером која је тињала у северној Европи 1922. године.”
Када страни Орлок стигне у Висборг бродом, доноси са собом рој пацова који, у одступању од изворног романа, шире кугу по граду. Овај елемент заплета додатно повезује Орлока са глодарима и идејом „Јеврејина као агента који узрокује болести”. Такође се истиче да је Орлоков сарадник у завери Нок, јеврејски агент за некретнине, који делује као грофова „пета колона” у бидермајерском граду Висборгу. Постојала су и друга мишљења – писац Кевин Џексон је напоменуо да је режисер Ф. В. Мурнау „био пријатељски и заштитнички настројен према многим Јеврејима и Јеврејкама” током свог живота, укључујући јеврејског глумца Александра Гранаха, који у филму глуми Нока. Поред тога, Маџистрал је написао да је Мурнау, као хомосексуалац, вероватно био „осетљивији на прогон унутар веће немачке заједнице”. Стога је речено да су перципиране асоцијације између Орлока и антисемитских стереотипа вероватно биле одлуке које је Мурнау несвесно донео.

### Окултизам
Мурнау и Грау су Орлоку у филму дали демонско и окултно порекло: Орлока је створио Белијал, један од сатанских архдемона. Белијал је у Псалму 41:8–10 такође повезан са кугом, а Орлок у филму представља саму манифестацију заразе, са пацовима који излазе из његових ковчега на улице Висборга, ширећи црну смрт. Орлокова веза са Белијалом је такође веома значајна јер је Белијал „један од демона које су традиционално призивали гоетски мађионичари” – што Орлока чини неким ко је практиковао црну магију пре него што је постао вампир.
Орлок и његов слуга Нок комуницирају на окултном језику – документи размењивани између Орлока и Нока написани су на енохијском језику (анђеоским језиком, забележеним у приватним дневницима енглеског окултисте Џона Дија и његовог колеге енглеског алхемичара Едварда Келија крајем 16. века у елизабетанској Енглеској).
Лик професора Булвера у филму добио је име по енглеском окултном романописцу Едварду Булвер-Литону. Идеја о астралним ентитетима, насталим из мрачних мисли људских бића, који су одговорни за епидемије и који захтевају крвну жртву како би се зауставили, такође је блиско повезана са идејом алхемичара Парацелзуса, чији је лик делимично уобличен у филму у лику професора Булвера (за кога се у филму наводи да је Парацелзијанац). Ово се у филму конкретизује у епидемији куге која се шири кроз град Висборг, а коју не могу излечити научне методе, већ крвна жртва једне жене, чиме се заувек уништава мрачно биће одговорно за ову катастрофалну ситуацију.

### Велики рат
Идеја за снимање овог вампирског филма настала је из ратног искуства продуцента Албина Грауа. Грау је служио у немачкој војсци током Великог рата, на српском фронту. Док је био у Србији, Грау је упознао локалног сељака који му је испричао о свом оцу, за кога је веровао да је постао вампир. Фридрих Вилхелм Мурнау, редитељ филма, такође је учествовао у значајним борбама у рату – не само као командант чете у рововима на источном фронту, већ и касније у ваздуху након што се пребацио у немачко ратно ваздухопловство; преживео је најмање осам падова. Макс Шрек, који је тумачио лик грофа Орлока, такође је служио у рововима Великог рата у немачкој војсци. О његовом ратном искуству мало се зна, али постоје знаци да је можда патио од неког облика посттрауматског стресног поремећаја. Његове колеге су коментарисале да је волео да буде сам. Био је познат по томе што је дуго пешачио у шуми, често сатима. Једном је изјавио да живи у „удаљеном и бестелесном свету”. Стога се сматра да је немирна атмосфера Немачке 1920-их година и ратна искуства оних који су радили на филму оставила траг на продукцију.
Како је Лоте Ајзнер, посвећена окултисткиња, написала: „Мистика и магија, мрачне силе којима су се Немци увек радо препуштали, цветале су суочене са смрћу на бојним пољима” – те силе су биле саставни део обликовања првих вампира у кинематографији. Сам Албин Грау је такође повезао рат и вампире: „Овај монструозни догађај ослобођен је по земљи попут космичког вампира да би пио крв милионима и милионима људи”. Белијал је такође веза између рата и заразе, јер је Орлок директно повезан са кугом, а многи критичари су повезали Орлокове пацове који шире болести са заразама повезаним са рововским ратовањем, где су пацови били чест призор. Како је приметио Ернест Џоунс у својој психоаналитичкој студији ноћних мора, легенде о вампирима се множе у периодима масовних зараза.

## Одступања од романа
- Место радње је пренето из Британије 1890-их у Немачку 1838. године.[1]
- Прича Носфератуа је слична оној из Дракуле, али мења неке карактеристике главних ликова: Мина и Џонатан Харкер се у филму зову Елен и Томас Хатер (Елен повремено месечари, уместо Луси, Минине пријатељице и прве Дракулине жртве у Британији), гроф Дракула је преименован у грофа Орлока, итд. Изостављени су многи споредни ликови, као што је Квинси Морис, а имена и улоге оних који су остали су измењени. Лик Абрахама ван Хелсинга је преименован у доктора Булвера, по енглеском окултном романописцу Едварду Булвер-Литону.[29]
- Верује се да је Орлока створио Белијал, Сатанин слуга, док је гроф Дракула био војвода убијен у боју пре него што се вратио као вампир. Орлокова веза са Белијалом је веома значајна јер је Белијал „један од демона које традиционално призивају гоетски мађионичари” – што Орлока чини неким ко је практиковао црну магију пре него што је постао вампир.[10]
- За разлику од грофа Дракуле, Орлок не ствара друге вампире већ своје жртве убија, за шта грађани криве кугу која је погодила град.
- Орлок мора да спава дању, пошто је сунчева светлост смртоносна за њега, док је Дракула из романа само ослабљен сунчевом светлошћу и може слободно да хода по дневном светлу.
- Орлок изгледа крајње нељудски и попут леша, док Дракула изгледа као човек, тако да с лакоћом може да се меша у гомили на улицама Лондона, а његово понашање је оно што га на крају људима открива као вампира.
- Крај филма је такође битно другачији од краја романа, пошто је гроф Орлок на крају уништен при изласку сунца.[33]

## Објављивање
Непосредно пре премијере, рекламе за филм објављене се у 21. издању часописа Bühne und Film, са синопсисом, сценским и радним фотографијама, извештајима о продукцији и есејима, укључујући параграф о вампиризму од Албина Грауа. Носферату је биоскопски објављен у Холандији 16. фебруара 1922. у биоскопима Хаг Флора и Олимпија. У Немачкој је премијерно приказан 4. марта 1922. у Мермерној сали Берлинског зоолошког врта. Премијера је планирана као велики друштвени догађај под називом Das Fest des Nosferatu (Фестивал Носфератуа), а гости су били замољени да дођу обучени у бидермајерске костиме. Немачка биоскопска премијера одржана је 15. марта 1922. у берлинском Примус-Паласту.
Мање позната звучна верзија под насловом Die zwölfte Stunde – Eine Nacht des Grauens (Дванаести сат: Ноћ ужаса), била је потпуно неовлашћена и поново монтирана верзија филма. Објављена је у Бечу 16. маја 1930. са звучном пратњом на диску и новом композицијом оригиналне музике Ханса Ердмана коју је урадио Георг Фибигер, немачки продукцијски менаџер и композитор филмске музике. Имала је алтернативни завршетак, блажи од оригиналног, и ликови су поново преименовани; име Грофа Орлока је промењено у принц Волкоф, Нок је постао Карстен, Хатер и Елен су постали Кундберг и Маргита, а Ени је преименована у Марију. Ова верзија, за коју Мурнау није знао, садржала је многе сцене које је Мурнау снимио, али које никада раније нису приказане. Такође је садржала додатне снимке које није направио Мурнау, већ сниматељ Гинтер Крампф, под руководством Валдемара Рогера (познатог и као Валдемар Ронгер), наводно такође филмског монтажера и лабораторијског хемичара. Име редитеља Ф. В. Мурнауа није било потписано у одјавној шпици. Ова верзија, која траје отприлике 80 минута, приказана је 5. јуна 1981. године у Француској кинотеци.

## Пријем и наслеђе
Носферату је довео Мурнауа у жижу јавности, нарочито када је његов филм Поље у пламену објављен неколико дана касније. Штампа је опширно извештавала о Носфератуу и његовој премијери. Поред похвала, било је и повремене критике да техничко савршенство и јасноћа слика нису одговарали теми хорора. Издање Filmkurier-а од 6. марта 1922. писало је да је вампир изгледао превише опипљиво и јарко осветљен да би заиста деловао застрашујуће. Ханс Воленберг је у издању Photo-Stage-а од 11. марта 1922. описао филм као „сензацију” и похвалио Мурнауове снимке природе као „елементе који стварају атмосферу”. У Vossische Zeitung-у од 7. марта 1922, Носферату је похваљен због свог визуелног стила.
Филм је наишао на изузетно позитивне рецензије критичара. На веб-сајту Rotten Tomatoes, филм има рејтинг одобравања од 97% на основу 63 рецензије, са просечном оценом 9,05/10. Критички консензус веб-сајта гласи: „Као једно од најважнијих ремек-дела ере немог филма, Носферату са својим језивим, готичким осећајем – и глумом Макса Шрека која леди крв у жилама – поставља шаблон за хорор филмове који су уследили.” Године 1995, Ватикан је уврстио Носфератуа на листу од 45 важних филмова које људи треба да погледају. Филм је заузео 21. место на листи „100 најбољих филмова светске кинематографије” часописа Empire 2010. године.
Године 1997, критичар Роџер Иберт додао је Носфератуа на своју листу „великих филмова”, написавши:
Ево приче о Дракули пре него што је била живa сахрањена у клишеима, шалама, ТВ скечевима, цртаћима и више од 30 других филмова. Овај филм осећа дубоко поштовање према изворном материјалу. Чини се да заиста верује у вампире... Да ли је Мурнауов Носферату застрашујући у модерном смислу? Не за мене. Више га ценим због његове уметности и идеја, атмосфере и слика, него због његове способности да манипулише мојим емоцијама као што то ради вешт модерни хорор филм. Не зна ни за један од каснијих трикова заната, попут изненадних претњи које искачу са стране екрана. Али Носферату остаје ефикасан: не плаши нас, али нас прогања.
Године 1993, у 15. епизоди Nickelodeon-ове серије Плашите ли се мрака? укључена је „специјална” пројекција Носфератуа. Након пројекције, гроф Орлок излази са екрана у стварни свет и почиње да прати жртве у биоскопу.
Филм Сенка вампира из 2000. године, у режији Е. Елијаса Мериџа, представља фикционализовану верзију снимања филма Носферату.
Године 2022. у Берлину је отворена изложба „Фантоми ноћи: 100 година Носфератуа”.
Кратки филм F.W.M. Symphony, у режији Томаса Херла, који је објављен крајем 2022. године, представља омаж Носфератуу и приказује крађу Мурнауове лобање из породичне гробнице 2015. године.

## Занимљивости
- Гроф Орлок је само једном трепнуо у филму.
- Макс Шрек се појављује у још једној улози у филму. Он стоји у позадини док Хатер и Нок разговарају.
- Гроф Орлок се појављује у филму нешто мање од девет минута.
- Сав оригинални материјал и негативи су уништени због тужбе удовице Брема Стокера, мада неки тврде да једини оригинал поседује колекционар Шрекових дела, Јенс Геутебрук.
- Мурнау, режисер, изјавио је како је Шрек довољно ружан и да га је због тога одабрао за улогу јер све што је требало да уради било је да му постави шиљате уши и вештачке зубе.
- Створење које у филму називају вукодлаком је заправо хијена.
- Филм је, због претераног хорора, био забрањен у Шведској све до 1972. године.[46]